# 前403年
| 千纪： | 前1千纪 |
| 世纪： | 前6世纪 \| 前5世纪 \| 前4世纪 |
| 年代： | 前430年代 \| 前420年代 \| 前410年代 \| 前400年代 \| 前390年代 \| 前380年代 \| 前370年代                                                                                           |
| 年份： | 前408年 \| 前407年 \| 前406年 \| 前405年 \| 前404年 \| 前403年 \| 前402年 \| 前401年 \| 前400年 \| 前399年 \| 前398年                                                             |
| 纪年： | 周威烈王二十三年 魯穆公十三年 齊康公二年 晉烈公十三年 趙烈侯六年 魏文侯二十二年 韓景侯六年 秦簡公十二年 楚聲王五年 宋悼公元年 衛慎公十二年 鄭繻公二十年 燕後簡公十二年 越王翳八年 |

## 大事记
- 晋国被分成赵国、魏国和韩国
- 宋悼公即位
- 北宋司馬光的中國史書資治通鑒從這一年開始記載中國歷史
- 燕湣公薨，子燕後簡公立。